# La 8
La 8 és el segon canal de Castilla y León Televisión, societat adjudicatària de l'explotació dels dos canals de Televisió Digital Terrestre autonòmica en l'àmbit de la Comunitat de Castella i Lleó.
CyL8 i el seu canal germà, CyLTV, van iniciar les seves emissions regulars el dia 9 de març del 2009, tant en tecnologia analògica com en digital, substituint des d'aquest moment al senyal de la fins llavors Televisión Castilla y León. CyL8 va canviar el seu nom per La 8 en 2011.